# Cantone di Romainville
Il Cantone di Romainville era una divisione amministrativa dell'arrondissement di Bobigny.
È stato soppresso a seguito della riforma complessiva dei cantoni del 2014, che è entrata in vigore con le elezioni dipartimentali del 2015.
Comprendeva il solo comune di Romainville.